# Большой кукаль
Большой кукаль, или обыкновенная шпорцевая кукушка (лат. Centropus sinensis), — вид птиц семейства кукушковых (Cuculidae).

## Описание
Размер птицы — 47—56 см; масса самца 208—270 г, самки 275—380 г. Взрослые птицы имеют преимущественно чёрную окраску с синевато-пурпурным металлическим отливом перьев на брюшной стороне и зашейке. Спина и крылья каштановые. Хвост длинный и широкий, чёрной окраски. Цвет радужной оболочки разнится от коричневого до красного. Клюв и ноги чёрные. Самки окрашены так же, но немного крупнее.
Окраска молодых птиц отличается от взрослых. Голова, крылья и хвост — красно-бурые, крылья и подхвостье — тёмно-бурые. Пестрины тускло-белые с желтоватыми наствольными штрихами, радужная оболочка разнится от серой до бурой.

## Биология
Населяет высокотравные луга, чащи, бамбуковые заросли, кустарники около посевов, рисовые поля, заросли около ручьев и болот, мангровые заросли, сады. Распространен повсеместно, кроме густых первичных лесов. Населяет низменности, на холмах до 1200 м, иногда до 2100 м.
Оседлый вид. Время от времени переселяется. Однажды был отмечен на Сертунге, Кракатау, в 1919 году, через несколько лет после того, как вулканическая активность истребила всех наземных птиц.
Полет медленный с чередованием взмахов и планирования. Чаще можно наблюдать как большой кукаль карабкается по веткам или перемещается по земле в поисках корма.

## Поведение

### Песня
Песня состоит из серии низких нот «хоп» или «уп», песня звучит выше и ниже по тональности, за ней следуют ещё ноты «хоп». Также другие звуки — «ток» и резкие вскрики «скаааа».

### Питание
В рацион входят мелкие млекопитающие (мыши, ежи), ящерицы, змеи, лягушки, насекомые (гусеницы, кузнечики, жуки, личинки жуков-носорогов). Также многоножки, скорпионы, пауки, крабы, улитки, слизни, яйца и птенцы мелких птиц, фрукты и семена. Живёт на суше, скрытно. Пробирается сквозь кусты и разоряет гнезда птиц, охотится на илистых берегах рек у кромки воды.

### Размножение
Размножается во время сезона дождей: в основном июнь-сентябрь в Северной Индии, практически весь год в полуостровной Индии и Шри-Ланке (пик в марте-апреле, Шри-Ланка), с апреля в Мьянме, откладывает яйца в январе-мае в полуостровной Малайзии. Моногамен, встречается парами.
Гнездо — большой шар из веток и листьев или грубой травы, с боковым входом, спрятанный в густом кустарнике, низко на колючем дереве или на рисовых полях. В кладке 2—4 яйца (Индия), 2—3 (Шри-Ланка) или 2 (Малайзия). Яйца мелово-белые, испачканные гнездовой грязью. Размер яйца 36 мм × 28 мм (Индия), 34 мм × 29 мм (Шри-Ланка), 38 мм × 30 мм (Ява), 29 мм × 24 мм (Северный Борнео). Птенцов воспитывают оба родителя.

## Классификация
Вид был описан Джеймсом Френсисом Стивенсом в 1815 году.
Анализ мтДНК показывает, что этот вид наиболее близок к Centropus nigrorufus, причем эти два вида являются сестринскими таксонами. Иногда рассматривается как родственный Centropus andamanensis. Птицы из полуостровной Малайзии, Суматры, Борнео и Палавана иногда помещаются вместе в отдельный подвид, eurycercus. Некоторые авторы предложили присвоить подвиду parroti статус вида из-за голоса и отличительного ювенильного оперения (указывая, что разница между sinensis и parroti не в цвете мантии); те же авторы отмечают, что голос bubutus очень характерен. Тем не менее, все таксоны остаются в Centropus sinensis, пока дальнейшие исследования не прольют свет на вокальные различия, хотя kangeangensis примечателен тем, что у него вместо всего чёрного цвета в оперении бледно-буро-коричневый (в двух разных морфах). Выделяют шесть подвидов.

## Подвиды и распространение
По данным базы Международного союза орнитологов в составе вида Centropus sinensis выделяют 6 подвидов:
- C. sinensis sinensis (Stephens, 1815). Распространён от Пакистана (Синд, Пенджаб) и Кашмира, северной Индии (Гималаи и Гангская равнина) до Бенгалии, Сиккима и северный Ассама, в предгорьях Бутана, и далее в южном Китае (восточный Юньнань, Гуйчжоу, Гуанси, Гуандун, Фуцзянь и Чжэцзян).
- C. sinensis parroti Stresemann, 1913. Распространён в центре и на юге Индии и на Шри-Ланке.
- C. sinensis intermedius (Hume, 1873). Распространён в Бангладеш и южном Ассаме на восток через Мьянму в южный Китай (Юньнань и Хайнань), и на юг в Таиланд, Индокитай и Полуостровную Малайзию. Подвид мельче номинативного.
- C. sinensis bubutus Horsfield, 1821. Распространён на Суматре и Ниасе (к западу от северной Суматры), Ментавай (к западу от центральной Суматры), Ява, Мадура (к северу от восточной Явы), Бали, Борнео и острова Палаван (на западе Филиппин). Подвид более крупный, крылья бледно-ржавые.
- C. sinensis anonymus Stresemann, 1913. Распространён на острове Басилан и архипелаге Сулу (юг Филиппин). Подвид более короткокрылый, крылья с темно-коричневым окрасом.
- C. sinensis kangeangensis Vorderman, 1893. Распространён на острове Кангеан (север Бали). Голова и тело бледно-бурые, хвост серый (также есть темная морфа с серым горлом, серой грудкой).

## Галерея
- Centropus sinensis
- Centropus sinensis, Калькутта, Индия
- Centropus sinensis, Индия
- Centropus sinensis, Махараштра, Индия
- Иллюстрация птенца Centropus sinensis
- Яйцо Centropus sinensis (слева) и яйцо Centropus toulou (справа), Тулузский музей